# Süldő süllők
A Süldő süllők eredeti címén: Bass to Mouth) a South Park című amerikai animációs sorozat 219. része (a 15. évad 10. epizódja). Elsőként 2011. október 19-én sugározták az Egyesült Államokban a Comedy Central műsorán. Magyarországon 2012. február 14-én szintén a Comedy Central mutatta be.
Az epizód cselekménye főként a WikiLeaks adatszivárgásra és a körülötte kialakuló botrányra fókuszál.

## Cselekmény
Egy új, pletykákat kiszivárogtató weboldal indul, a Fülhegyező, ami a South Park-i általános iskola diákjairól szivárogtat információkat. Cartman be is számol róla a srácoknak, hogy azt olvasta, hogy az egyik diák, Pete Melman, összeszékelte magát történelemórán, és az anyjának kellett tiszta nadrágot behoznia neki. Erről egy telefonbeszélgetést is kitettek a weboldalra, amit lejátszik nekik. Cartmant az iskola vezetése behívja az igazgatói irodába, ahol közlik, hogy ez veszélyes dolog: egy évvel korábban Corey Duran, akivel ugyanez történt, és akkor is Cartman tüzelte fel a többieket, öngyilkos lett. Mr. Mackey, Victoria igazgatónő és Mr. Adler arra kérik, hogy ne engedje, hogy ez még egyszer megtörténjen, és hogy ne foglalkozzon Pete-tel. Cartman ebbe nem hajlandó belemenni, de amikor azt mondják neki, hogy ha tesz azért, hogy megforduljon a közvélemény, akkor tesznek neki is egy szívességet, mindjárt meggondolja magát.
Hogy elterelje a figyelmet Pete-ről, Cartman rossz megoldást választ, és Jenny Simmons-szal hashajtós sütit etet, aki az osztály előtt a nadrágjába székel. Jenny emiatt öngyilkosságot kísérel meg és eltörik a medencecsontja, de Cartmant ez nem izgatja, hiszen teljesítette a feladatot: elvonta a figyelmet Pete Melmanről. Azonban közlik vele, hogy a cél az, hogy senki se legyen öngyilkos, ezért tennie kell ez ellen is. Cartman erre azt találja ki, hogy pizzát kellene rendelni az összes diáknak, amit hashajtóval és tormás majonézzel kennek meg, és ha mindenki összeszékeli magát, akkor ez többé nem lesz téma. A tantestület szerint ez őrültség, végül mégis belemennek.
Ezalatt a diákok továbbra is élvezik a Fülhegyező cikkeit, kivéve Kyle-t, aki szerint az egész egyáltalán nem vicces és sértő. Később Stan is meggondolja magát, amikor róla kerül ki egy e-mail, amit Kennynek szánt egy lány feneke kapcsán, és emiatt Wendy is megsértődik rá. Összehív egy gyűlést, hogy bezárassa a Fülhegyezőt, és a diákok rájönnek, hogy az iskolai IP-cím alapján a zeneterem számítógépéről küldték be a cikkeket. Általános meglepetésükre a cikkeket egy patkány írja, akit miután tettenérnek, elmenekül. A számítógép adatai alapján Wikileaks-nek hívják őt.
Eközben "A tolerancia haláltábora" részből ismert Lemmiwinks-t felkeresi a békakirály szelleme, aki elmondja neki, hogy a testvére, Wikileaks pletykákat terjeszt és adatokat lop. Lemmiwinks nem akar szembeszállni a testvérével, ezért ekkor megjelenik a Verébherceg szelleme is, aki szintén nem jár sikerrel. Más módon próbálkoznak: megjelenik Harcsacsa szelleme a gyerekek előtt, hogy az ő segítségükkel bírják rá Lemmiwinkst a feladat teljesítésére. Mint elmondja, Wikileaks róla is hazugságokat terjesztett, mint például hogy süldő süllőkkel feküdt le és hogy a kopoltyújukba élvezett.
A tantestület preparálni kezdi a pizzákat, Cartman pedig követeli, hogy teljesítsék az alku rájuk eső részét. Elhozzák neki Selena Gomezt, akit a kérésére agyba-főbe vernek. Ezután elkezdik eltüntetni a nyomokat, ám Wikileaks kifigyelte őket és meg akarja írni a sztorit. A tanárok a nyomában járnak, és kitalálják, hogy Cartman módszerével terelik el a figyelmet a saját balhéjukról: a busz alá akarják dobni Cartmant, és öngyilkosságnak álcázni. A srácok elmennek Lemmiwinksért, és magukkal viszik, ám pont arra a buszra szállnak fel, ami elé Cartmant dobják. A többieket ez egyáltalán nem érdekli, hanem mennek tovább az iskolába. Lemmiwinks sikeresen megöli Wikileaks-t, a Fülhegyezőt pedig sikerül megszüntetniük.
Cartman, aki megússza egy törött karral és lábbal, bosszút áll, és hashajtós sütit etet a tanárokkal, akik közül Mr. Mackey a diákok előtt szégyenül meg.

## Az epizód háttere
Eredetileg a cselekmény csak arról szólt volna, hogy Cartman segít egy diáknak, aki összeszékelte magát, ám amikor Trey Parker és Matt Stone észrevették, hogy a Lemmiwinks és a Wikileaks mennyire hasonló hangzású szavak, bekerült a két patkány, és az adatszivárogtatási szál. A két rágcsáló harcát rotoszkopikus animációs technikával vették fel, mókusok verekedésének felhasználásával.

## Fordítás
- Ez a szócikk részben vagy egészben  a   Bass to Mouth című angol Wikipédia-szócikk ezen változatának fordításán alapul.  Az eredeti cikk szerkesztőit annak laptörténete sorolja fel. Ez a jelzés csupán a megfogalmazás eredetét és a szerzői jogokat jelzi, nem szolgál a cikkben szereplő információk forrásmegjelöléseként.